# Guarda (futbol americà)

Posició dels guardes ofensius (G) a l'inici de jugada.

El guarda o guarda ofensiu, en anglès guard o offensive guard (G), és un tipus de jugador ofensiu de futbol americà. Pertanyen a la línia ofensiva i són dos, un a cada costat del central. Per això se'ls acostuma a nomenar com guarda dret (right guard o RG) i guarda esquerra (left guard o LG).
Tenen dos funcions principalment: si la jugada que farà l'equip és de passada, han de protegir el rerequart dels defensors, per què tingui temps de fer un bon passi; si la jugada és de correguda, la seva funció és més d'intentar avançar, per obrir forat als corredors.
Acostumen a ser jugadors molt alts i forts, fins i tot una mica més que el central. No cal que siguin ràpids, per què gairebé no corren mai, però si explosius en la seva tasca, ja que s'enfronten als jugadors més forts i durs de la defensa.
Una dada important és que els guards no poden rebre una passada, i només poden jugar la pilota, si aquesta ha caigut o ha estat tocada per altre jugador abans.